# Rivière Sabourin
Rivière Sabourin är ett vattendrag i Kanada.   Det ligger i provinsen Québec, i den sydöstra delen av landet, 300 km nordväst om huvudstaden Ottawa.
I omgivningarna runt Rivière Sabourin växer i huvudsak blandskog. Runt Rivière Sabourin är det glesbefolkat, med 18 invånare per kvadratkilometer.